# Prismognathus nosei
Prismognathus nosei es una especie de coleóptero de la familia Lucanidae.

## Distribución geográfica
Habita en Birmania.